# Wahlkreis Ettrick, Roxburgh and Berwickshire
| Ettrick, Roxburgh and Berwickshire                  |
| --------------------------------------------------- |
| Ettrick, Roxburgh and Berwickshire · South Scotland |
| Gebildet                                            |
| 2011                                                |
| Abgeordneter:                                       |
| Rachael Hamilton (Conservative)                     |
| Regionen                                            |
| Scottish Borders                                    |

Ettrick, Roxburgh and Berwickshire ist ein Wahlkreis für das Schottische Parlament. Er wurde im Zuge der Revision der Wahlkreise im Jahre 2011 als einer von neun Wahlkreisen der Wahlregion South of Scotland eingeführt. Er umfasst weite Teile des ehemaligen Wahlkreises Roxburgh and Berwickshire in der Council Area Scottish Borders und entsendet einen Abgeordneten.
Der Wahlkreis erstreckt sich über eine Fläche von 3169,2 km2. Im Jahre 2020 lebten 67.651 Personen innerhalb seiner Grenzen.

## Wahlergebnisse

### Parlamentswahl 2011
| Ergebnisse der Parlamentswahl 2011 | Ergebnisse der Parlamentswahl 2011 | Ergebnisse der Parlamentswahl 2011 | Ergebnisse der Parlamentswahl 2011 |
| Partei                             | Kandidat                           | Stimmen                            | %                                  |
| ---------------------------------- | ---------------------------------- | ---------------------------------- | ---------------------------------- |
| Conservative                       | John Lamont                        | 12.933                             | 44,9                               |
| SNP                                | Paul Wheelhouse                    | 7599                               | 26,4                               |
| Liberal Democrats                  | Euan Robson                        | 4990                               | 17,3                               |
| Labour                             | Rab Stewart                        | 2986                               | 10,4                               |
| Parteilos                          | Jesse Rae                          | 308                                | 1,1                                |
| Wahlbeteiligung: 28.816 (53,04 %)  |                                    |                                    |                                    |

### Parlamentswahl 2016
| Ergebnisse der Parlamentswahl 2016 | Ergebnisse der Parlamentswahl 2016 | Ergebnisse der Parlamentswahl 2016 | Ergebnisse der Parlamentswahl 2016 | Ergebnisse der Parlamentswahl 2016 |
| Partei                             | Kandidat                           | Stimmen                            | %                                  | ±                                  |
| ---------------------------------- | ---------------------------------- | ---------------------------------- | ---------------------------------- | ---------------------------------- |
| Conservative                       | John Lamont                        | 18.257                             | 55,2                               | +10,3                              |
| SNP                                | Paul Wheelhouse                    | 10.521                             | 31,8                               | +5,4                               |
| Liberal Democrats                  | Jim Hume                           | 2.551                              | 7,7                                | −9,6                               |
| Labour                             | Barrie Cunning                     | 1.766                              | 5,3                                | −5,0                               |
| Wahlbeteiligung: 33.095            |                                    |                                    |                                    |                                    |

### Nachwahl 2017
Im April 2017 kündigte John Lamont seinen Rücktritt im schottischen Parlament an, um bei den anstehenden britischen Unterhauswahlen für den Wahlkreis Berwickshire, Roxburgh and Selkirk anzutreten. Aus diesem Grund wurden im Wahlkreis am 8. Juni 2017 Nachwahlen abgehalten.
| Ergebnisse der Nachwahl 2017 | Ergebnisse der Nachwahl 2017 | Ergebnisse der Nachwahl 2017 | Ergebnisse der Nachwahl 2017 | Ergebnisse der Nachwahl 2017 |
| Partei                       | Kandidat                     | Stimmen                      | %                            | ±                            |
| ---------------------------- | ---------------------------- | ---------------------------- | ---------------------------- | ---------------------------- |
| Conservative                 | Rachael Hamilton             | 20.658                       | 53,5                         | −1,7                         |
| SNP                          | Gail Hendry                  | 11.320                       | 29,3                         | −2,5                         |
| Labour                       | Sally Prentice               | 3.406                        | 8,8                          | +3,5                         |
| Liberal Democrats            | Catriona Bhatia              | 3.196                        | 8,3                          | +0,6                         |
| Wahlbeteiligung: 38.580      |                              |                              |                              |                              |

### Parlamentswahl 2021
| Ergebnisse der Parlamentswahl 2021 | Ergebnisse der Parlamentswahl 2021 | Ergebnisse der Parlamentswahl 2021 | Ergebnisse der Parlamentswahl 2021 | Ergebnisse der Parlamentswahl 2021 |
| Partei                             | Kandidat                           | Stimmen                            | %                                  | ±                                  |
| ---------------------------------- | ---------------------------------- | ---------------------------------- | ---------------------------------- | ---------------------------------- |
| Conservative                       | Rachael Hamilton                   | 18.564                             | 51,5                               | −2,0                               |
| SNP                                | Paul Wheelhouse                    | 11.701                             | 32,5                               | +3,2                               |
| Liberal Democrats                  | Jenny Marr                         | 2.352                              | 6,5                                | −1,8                               |
| Labour                             | Ian Davidson                       | 2.050                              | 5,7                                | −3,1                               |
| Green                              | Barbra Harvie                      | 1.048                              | 3,0                                | +3,0                               |
| Parteilos                          | Jesse Rae                          | 290                                | 0,8                                | +0,9                               |
| Wahlbeteiligung: 64 %              |                                    |                                    |                                    |                                    |